# Lygromma
Lygromma là một chi nhện trong họ Gnaphosidae.